# Willowmore
Willowmore est une ville d'Afrique du Sud située dans la province du Cap-Oriental et administrée par la municipalité locale de Dr Beyers Naudé au sein du district de Sarah Baartman, 

## Localisation
Willowmore est située à 140 km au nord-est de Knysna et à 117km au sud-ouest de Aberdeen (Cap-Oriental). La ville est accessible par la route nationale (N9) et par la R329.

## Démographie

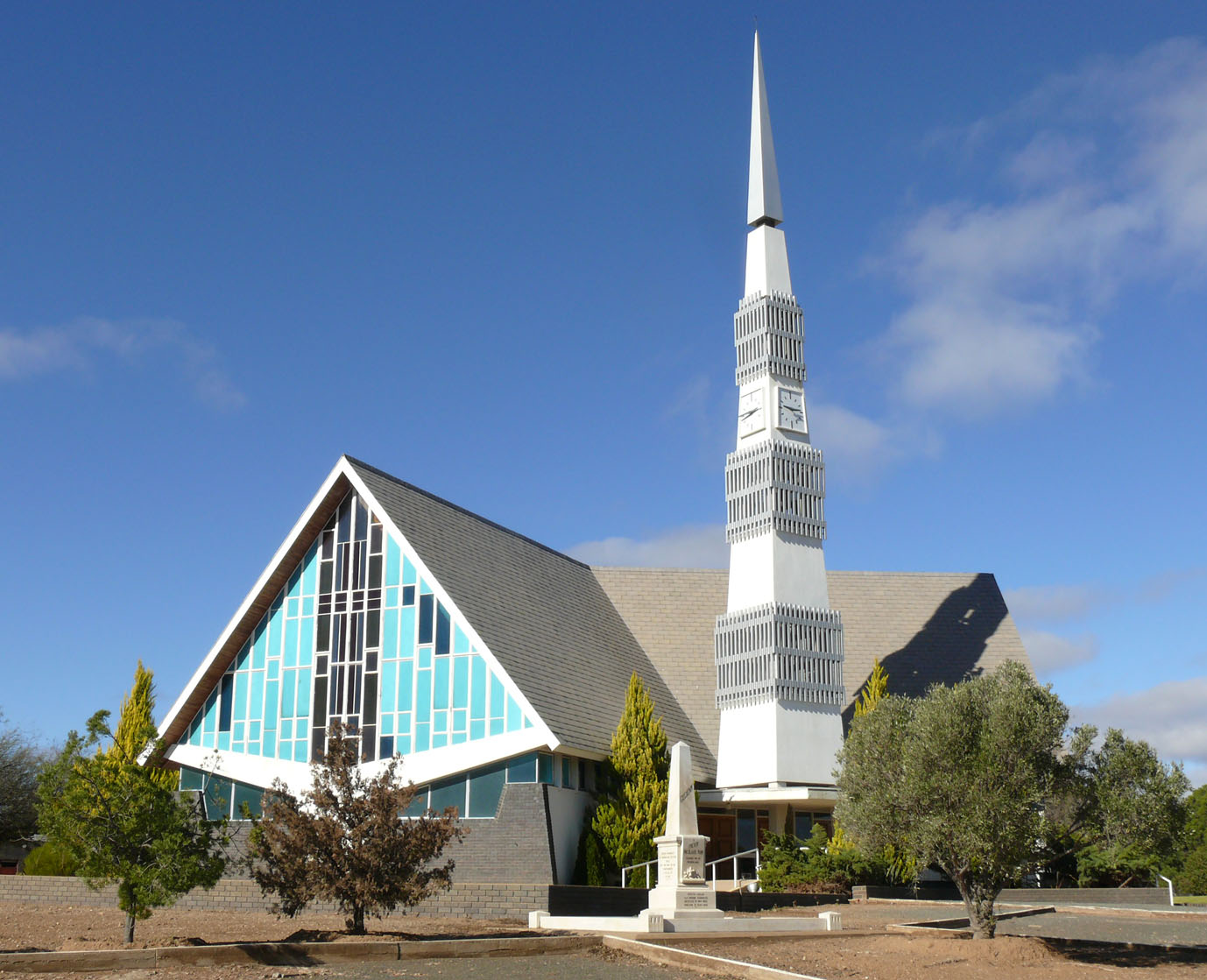
Église réformée hollandaise de Willowmore.

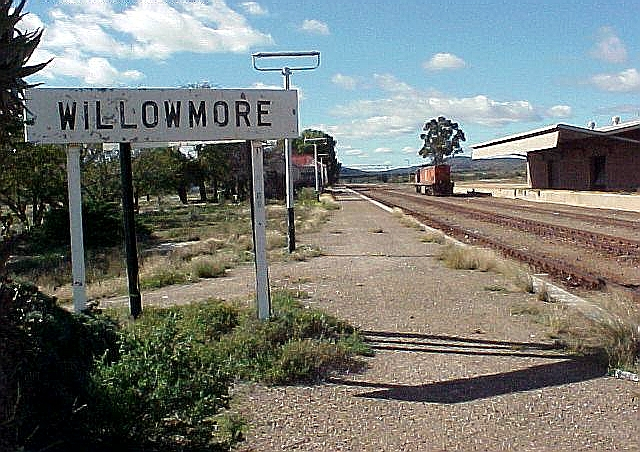
Gare des chemins de fer

Selon le recensement de 2011,  Willowmore compte 7 678 habitants (86,30% de coloureds, 9,95% de noirs et 2,96% de blancs). 
L'afrikaans est la langue maternelle majoritairement utilisée par la population locale (94,53 %) devant l'isiXhosa (3,22 %).

## Historique
Willowmore fut fondée en 1862 sur les terres de la ferme The Willows appartenant à William Moore et devint un centre commercial appelée d'abord Willow-Moore puis simplifié en Willowmore. En 1884, Willowmore devint une municipalité.
En 1900, la ville est reliée par le chemin de fer au Cap et à Port Elizabeth.  
En 2000, la ville est intégrée dans une nouvelle municipalité qui prend le nom de Baviaans. En 2016, celle-ci est fusionnée avec deux autres municipalités dans celle de Dr Beyers Naudé.

## Personnalités locales
- JG Strijdom, ancien premier ministre de l'Union sud-africaine

## Source
- (en) Cet article est partiellement ou en totalité issu de l’article de Wikipédia en anglais intitulé « Willowmore » (voir la liste des auteurs).